# Pseudanthias paralourgus
Pseudanthias paralourgus là một loài cá biển thuộc chi Pseudanthias trong họ Cá mú. Loài này được mô tả lần đầu tiên vào năm 2021.

## Từ nguyên
Từ định danh paralourgus được ghép bởi hai âm tiết trong tiếng Hy Lạp cổ đại: pará (παρά; "gần sát, bên cạnh") và halourgós (ἁλουργός). Từ halourgós theo nghĩa đen là "màu tía đến từ biển cả", tức chỉ một loại thuốc nhuộm màu tím thu được từ một số loài nhuyễn thể nhất định, hàm ý đề cập đến màu tím nổi bật ở hai thùy đuôi.

## Phạm vi phân bố và môi trường sống
P. paralourgus được thu thập bằng tàu lưới rà ở độ sâu khoảng 110–119 m ngoài khơi đông nam bang Queensland (Úc). Những mẫu vật được cho là Pseudanthias elongatus được thu thập quần đảo Chesterfield và Nouvelle-Calédonie trước đây nhiều khả năng là P. paralourgus.

## Mô tả
Chiều dài cơ thể lớn nhất được ghi nhận ở P. paralourgus là 13,4 cm, thuộc về mẫu định danh (cá đực). Mẫu vật cá cái của loài này chưa tìm thấy.
Cá đực: Đầu và thân màu da cam, vàng hơn ở thân dưới. Thân dưới có các vân sọc ngang gợn sóng. Hai sọc hồng kéo dài từ mắt ra đến gốc vây ngực; vùng giữa hai sọc này có màu vàng cam. Mống mắt màu vàng tươi, viền hồng tươi đến tím sẫm. Vây lưng và vây hậu môn màu vàng tươi, có các vệt đốm màu hồng tím. Vây đuôi cũng màu vàng tươi, lốm đốm các vệt hồng tươi, và màu hồng tím ở chóp hai thùy đuôi. Vây ngực hồng đậm ở gốc, nhạt dần ra xa. Vây bụng màu hồng.
Cá đực của P. paralourgus và P. elongatus có nhiều điểm tương đồng về mặt hình thái và chỉ số đếm (meristic). Tuy nhiên, chóp thùy đuôi màu hồng tím của P. paralourgus đực giúp dễ dàng phân biệt với P. elongatus.
Số gai ở vây lưng: 10; Số tia vây ở vây lưng: 16; Số gai ở vây hậu môn: 3; Số tia vây ở vây hậu môn: 7; Số gai ở vây bụng: 1; Số tia vây ở vây bụng: 5; Số tia vây ở vây ngực: 18–20; Số vảy đường bên: 40–44.